# مطار غانتشو هوانغجين (سابق)
مطار غانتشو هوانغجين (بالإنجليزية: Ganzhou Huangjin Airport (former))‏ و(بالصينية: 赣州黄金机场) () مطار عسكري، عام, Defunct يقع بمدينة Shuinan New Area في Zhanggong District في الصين. يبلغ طول المدرج 2200 م .

## وصلات خارجية
- http://www.flightstats.com/go/Airport/airportDetails.do?airportCode=